# Лузановка (Самарская область)
Лузановка — деревня в Кошкинском районе Самарской области. Входит в состав сельского поселения Четыровка.

## География
Деревня находится на краю поймы у левого берега реки Кондурча, на расстоянии примерно 3 км (по прямой) к юго-востоку от села Кошки, административного центра района.

### Часовой пояс
Деревня Лузановка, как и вся Самарская область, находится в часовой зоне МСК+1. Смещение применяемого времени относительно UTC составляет +4:00.

## История
Основана в 1840-х годах переселенцами из центра России. В 1910 году в деревне насчитывалось 50 дворов и 305 жителей. В национальной структуре населения русские составляли 100 %. 

## Население
| 2010 |
| ---- |
| 195  |

### Национальный состав
Согласно результатам переписи 2002 года, в национальной структуре населения чуваши составляли 44 % из 165 чел., русские — 43 %.